# Richard Hétu
Pour les articles homonymes, voir Hétu.
Richard Hétu est un journaliste, commentateur politique et un écrivain québécois. Il est le correspondant du quotidien La Presse à New York.
Il est aussi animateur d'un blogue non modéré au Canada. Le journal La Presse en 2018 a mis fin à l'aventure après 12 ans du blogue géré par M. Hétu sous la responsabilité du journal. Il a donc repris la gestion de ce dernier à titre personnel.

## Biographie
Né à Lachine en 1962, il vit et travaille à New York depuis 1994. À titre de correspondant, il explore les travers de la société américaine, publiant des articles engagés[réf. nécessaire] sur Michael Moore, Cindy Sheehan, George W. Bush et Barack Obama, entre autres personnalités.
Il s'est aussi intéressé aux explorateurs Lewis et Clark, soulignant le rôle des Canadiens français dans la découverte du nouveau continent, notamment à travers la biographie de Toussaint Charbonneau. Dans son dernier roman, il s'inspire librement de la vie de l'écrivain Jean Vaillancourt, auteur des Canadiens errants, pour réexaminer les années d'après-guerre qui ont mené à la transformation du Québec.

## Ouvrages publiés
- La Route de l'Ouest, 2002, VLB éditeur.
- Lettre ouverte aux anti-américains, 2003.
- Rendez-vous à l'Étoile, 2006
- Mes 25 ans aux USA, et puis Trump a été élu, 2017, Les Éditions La Presse